# Ab hoc et ab hac
Ab hoc et ab hac è una locuzione latina che si traduce letteralmente "Da questo e da questa".
Indica un discorso o un ragionamento disorganico, confuso o senza senso.
Una variante dell'espressione è una filastrocca onomatopeica che tende a riprodurre il suono di un chiacchiericcio tra donne
miscent sermones et ab hoc et ab hac et ab illa.»
fanno una confusione di discorsi e da questo e da questa e da quella.»